# Riograndense FC (Santa Maria)
Riograndense FC is een Braziliaanse voetbalclub uit Santa Maria. De club werd opgericht in 1912.